# مقاطعة فيرنون (لويزيانا)
مقاطعة فيرنون (بالإنجليزية: Vernon Parish, Louisiana)‏ هي إحدى مقاطعات ولاية لويزيانا في الولايات المتحدة. تأسست سنة 1871، وتبلغ مساحتها 3474 كم2، بلغ عدد سكانها 52334 نسمة في عام 2010 حسب إحصاء مكتب تعداد الولايات المتحدة .

## وصلات خارجية
- United States Counties